# Menda-Nkwe
Menda-Nkwe (ou Mendankwe, Mendakwe) est un village de montagne rattaché à la commune de Bamenda Ier dans le département de la Mezam et la région du Nord-Ouest au Cameroun. C'est aussi le siège d'une chefferie traditionnelle de 2e degré.

## Population et sociétés
Menda-Nkwe comptait 803 habitants lors du recensement de 2005.
On y parle le mendankwe-nkwen, une langue des Grassfields.